# Синхронне плавання на Чемпіонаті світу з водних видів спорту 2017 — змішаний дует, технічна програма
Змагання із синхронного плавання в технічній програмі змішаних дуетів на Чемпіонаті світу з водних видів спорту 2017 відбулись 15 і 17 липня.

## Результати
Попередній раунд розпочався 15 липня о 19:00. Фінал відбувся 17 липня об 11:00.
Зеленим позначено фіналістів
| Місце | Країна    | Плавці                                | Попередній раунд | Попередній раунд | Фінал   | Фінал |
| Місце | Країна    | Плавці                                | Очки             | Місце            | Очки    | Місце |
| ----- | --------- | ------------------------------------- | ---------------- | ---------------- | ------- | ----- |
| 1     | Італія    | Маніла Фламіні Джорджо Мінісіні       | 88.2492          | 2                | 90.2979 | 1     |
| 2     | Росія     | Міхаела Каланча Олександр Мальцев     | 88.4847          | 1                | 90.2639 | 2     |
| 3     | США       | Білл Мей Канако Спендлов              | 87.9086          | 3                | 87.6682 | 3     |
| 4     | Японія    | Асусі Абе Юмі Адаті                   | 84.8153          | 4                | 86.2679 | 4     |
| 5     | Іспанія   | Берта Феррерас Пау Рібес              | 83.4865          | 5                | 84.3336 | 5     |
| 6     | Канада    | Рене Превост Ізабель Рамплінг         | 81.3330          | 6                | 82.3413 | 6     |
| 7     | Бразилія  | Ренан Соуза Хіована Стефан            | 77.1826          | 7                | 79.0853 | 7     |
| 8     | Німеччина | Амелі Еберт Ніклас Штоепель           | 72.6988          | 8                | 70.3147 | 8     |
| 9     | Греція    | Васілеіос Гкортсілас Ольга Кургінтакі | 68.1346          | 9                | 69.8654 | 9     |
| 10    | Панама    | Габріела Белло Альберто Пінто         | 59.5706          | 10               | 59.8113 | 10    |